# Rafael Villazán
Rafael Villazán Guillén (Villa del Carmen, Durazno, 19 de julio de 1956) es un exfutbolista uruguayo que jugaba como defensa. En 1980 se convirtió en el primer uruguayo en jugar en el fútbol inglés. Con Nacional obtuvo el Campeonato Uruguayo de Primera División 1977. Es hermano del exfutbolista Jorge Villazán (n. 1962).

## Biografía
Comenzó a jugar al baby fútbol en Villa del Carmen, su localidad natal. En 1972 pasó a jugar en la sexta división del Club Nacional de Football, después en quinta y en poco tiempo ya estaba en cuarta, llevado por Walter Brienza.
Con la selección sub-20 de Uruguay obtuvo el vicecampeonato en el Campeonato Sudamericano Sub-20 de 1974 de Chile. Debido a una lesión no pudo concurrir con la selección mayor a la Copa América 1975 en Perú. En ese momento y con 18 años ya había sido capitán de la selección, el más joven de los capitanes que ha tenido Uruguay. En total jugó once partidos con la selección mayor, entre 1975 y 1977, entre ellos un partido frente a Venezuela por las eliminatorias para Argentina 1978.
Integró el plantel que obtuvo el Torneo Campeones Olímpicos 1974. En el partido final frente a Montevideo Wanderers, el 21 de abril de 1974 en el Parque Central, ingresó desde el banco a los 52 minutos. Hacía medio siglo que Nacional no ganaba un torneo jugando como local en su estadio, debido más que nada a la inauguración del estadio Centenario.
En 1975 Luis Cubilla lo hizo debutar oficialmente en el primer equipo de Nacional en la primera edición de la Liguilla Pre-Libertadores de América. Ese año ganó el balón de oro a la Relevación del Año, otorgado por el diario El País. Obtuvo el Campeonato Uruguayo de Primera División 1977 y las tres primeras ediciones de la Liga Mayor (1975, 1976, 1977), torneo que la AUF organizó cuatro veces.
En 1978 fue transferido al Real Club Recreativo de Huelva de España, que estaba en la Primera División. En junio de 1980 pasó al Wolverhampton Wanderers de la Football League First Division, en ese entonces la máxima categoría del fútbol inglés (sustituida en 1992 por la Premier League). Fue el primer futbolista uruguayo en jugar en Inglaterra. Una lesión lo obligó a regresar a Uruguay y en junio de 1982 se incorporó a Defensor, que en ese momento disputaba la Copa Libertadores 1982.
Después jugó en Independiente Medellín de Colombia, entre 1983 y 1985, regresó a Nacional para jugar entre 1986 y 1987 y al Olimpia de Paraguay durante 1988.
En 1989 fue campeón de la Segunda División Profesional de Uruguay con Racing Club de Montevideo, que logró el ascenso a Primera División. El equipo, dirigido por Juan Martín Mugica, también estaba integrado por Venancio Ramos, Domingo Rufino Cáceres, Alberto Bica, Diego Seoane, Héctor Tuja, entre otros jugadores de trayectoria. En 1990 clasificó con Racing a la Liguilla.
En 1991 jugó en Bella Vista y en 1992 para El Tanque Sisley, equipo en el que se retiró.
Es panelista en el programa deportivo K-Pos de VTV.

## Clubes
| Club                    | País       | Año         |
| ----------------------- | ---------- | ----------- |
| Nacional                | Uruguay    | 1974 - 1978 |
| Recreativo de Huelva    | España     | 1978 - 1980 |
| Wolverhampton Wanderers | Inglaterra | 1980-1982   |
| Defensor                | Uruguay    | 1982-1983   |
| Independiente Medellín  | Colombia   | 1983 - 1985 |
| Olimpia                 | Paraguay   | 1988        |
| Racing                  | Uruguay    | 1989 - 1990 |
| Bella Vista             | Uruguay    | 1991        |
| El Tanque Sisley        | Uruguay    | 1992        |